# Розен, Олег Маркович
Оле́г Ма́ркович Ро́зен (27 июля 1932, Москва, СССР — 4 мая 2018, Москва, Россия) — советский и российский геолог-тектонист, доктор геолого-минералогических наук (1992), исследователь докембрия.
Известен как разработчик систематики метаморфизованных карбонатных пород для международной Подкомиссии по систематике метаморфических пород Комиссии по петрологии Международного Союза геологических наук (SCMR ICP IUGS).

## Биография
Родился 27 июля 1932 года в Москве.
В 1955 году окончил Московский геолого-разведочный институт (МГРИ) по специальности «поиски полезных ископаемых и геологическая съемка».
В 1955—1965 годах работал начальником партии Карагандинского геологического управления, проводил геологическую съемку в северном Казахстане.
В 1965—1979 годах был заведующим Лаборатории литологии и геохимии докембрия Всесоюзного института минерального сырья (ВИМС).
В 1967 году защитил кандидатскую диссертацию по теме «Геология раннего докембрия Кокчетавского докембрийского массива», на Геологическом факультете МГУ.
В 1975—1985 годах одновременно работал с Международной Подкомиссией по систематике метаморфических пород (SCMR).
C 1979 года был заведующим Лаборатории докембрия и начальником Анабарской научной экспедиции в Институте литосферы АН СССР.
В 1992 году защитил докторскую диссертацию по теме «Формирование земной коры Анабарского щита» в Институте Литосферы РАН.
в 1992—1993 годах работал в США по эволюции Сибирского кратона, грант Национального научного фонда (NSF).
С 2000 года институт вошёл в состав Геологического института РАН, где он стал главным научным сотрудником Лаборатории тектоники раннего докембрия, Отдела Тектоники ГИН РАН.
Скончался в Москве 4 мая 2018 года.

### Публикации
Книги
- Розен О. М., Манаков А. В., Зинчук Н. Н. Сибирский кратон: формирование, алмазоносность. — М.: Научный мир, 2006. — 212 с. — ISBN 5-89176-402-4.
- Розен О. М., Щипанский А. А., Туркина О. М. Геодинамика ранней Земли: эволюция и устойчивость геологических процессов (офиолиты, островные дуги, кратоны, осадочные бассейны). — М.: Научный мир, 2008. — 184 с. — ISBN 978-5-91522-037-8.
- Розен О. М., Андреев В. П., Белов А. Н., Бибикова Е. В., Злобин В. Л., Ляпунов С. М., Милановский С. Ю., Ножкин А. Д., Рачков В. С., Сонюшкин В. Е., Суханов М. К., Шахотько Л. И. Архей Анабарского щита и проблемы ранней эволюции Земли. — М.: Наука, 1988. — 253 с. — ISBN 5-02-002053-2.

Статьи
- Розен О. М. Сибирский кратон: тектоническое районирование, этапы эволюции // Геотектоника. — 2003. — № 3. — С. 3—21. — ISSN 0016-853X.
- Condie K. C., Rosen O. M. Laurentia-Siberia connection revisited (англ.) // Geology[англ.]. — 1994. — Vol. 22, no. 2. — P. 168—170. — ISSN 0091-7613. — doi:10.1130/0091-7613(1994)022%3C0168:LSCR%3E2.3.CO;2.
- Розен О. М., Зорин Ю. М., Заячковский А. А. Обнаружение алмаза в связи с эклогитами в докембрии Кокчетавского массива // Доклады Академии наук СССР. — 1972. — Т. 203, № 3. — С. 674—676.
- Розен О. М., Соловьев А. В., Журавлев Д. З. Термальная эволюция северо-востока Сибирской платформы в свете данных трекового датирования апатитов из керна глубоких скважин // Физика Земли. — 2009. — № 10. — С. 79—96. — ISSN 0002-3337.
- Розен О. М., Манаков А. В., Суворов В. Д. Коллизионная система северо-востока Сибирского кратона и проблема алмазоносного литосферного киля // Геотектоника. — 2005. — № 6. — С. 42—67. — ISSN 0016-853X.
- Наймарк Л. А., Немчик А. А., Розен О. М., Серенко В. П., Специус З. В., Шулешко И. К. Sm-Nd-изотопные системы в нижнекоровых ксенолитах из кимберлитов Якутии // Доклады Академии наук. — 1999. — Т. 327, № 3. — С. 374—378.
- Розен О. М., Манаков А. В., Серенко В. П. Палеопpотеpозойcкая коллизионная cистема и алмазоносный литосфеpный киль Якутcкой кимбеpлитовой пpовинции // Геология и геофизика. — 2005. — Т. 46, № 12. — С. 1259—1272. — ISSN 0016-7886.

## Награды и премии
- 1982 — диплом и первая премия МОИП за публикации: «Тектоническая карта Восточного Казахстана», «Тектоника Казахстана»[6].
- 1984 — Серебряная медаль ВДНХ и Диплом Президиума АН СССР с серебряным знаком, за экспозицию к 27 сессии Международного геологического конгресса в Москве.
- 1997 — Стипендиат Президиума Российской Академии наук (1997—2000).
- — медаль «Ветеран труда».

## Членство в организациях
- Член бюро Межведомственного литологического комитета РАН[7].
- Председатель Секции литологии и геохимии докембрия в Межведомственном литологическом комитете РАН.
- Член Межведомственного петрографического комитета РАН,
- Руководитель рабочей группы по карбонатам международной Подкомиссии по систематике метаморфических пород (SCMR ICP IUGS).